# Mezzana Rabattone
Mezzana Rabattone es una localidad y comune italiana de la provincia de Pavía, región de Lombardía, con 507 habitantes.

## Evolución demográfica
| Gráfica de evolución demográfica de Mezzana Rabattone entre 1861 y 2001 |
|                                                                         |
| Fuente ISTAT - elaboración gráfica de Wikipedia                         |